# Caloptilia celtina
Caloptilia celtina är en fjärilsart som beskrevs av Lajos Vári 1961. Caloptilia celtina ingår i släktet Caloptilia och familjen styltmalar. Inga underarter finns listade i Catalogue of Life.